# Programme Hermes
Pour les articles homonymes, voir Hermès (homonymie).
Le programme Hermes est un programme de recherche sur les missiles dirigé par l'Ordnance Corps de l'armée américaine, du 15 novembre 1944 au 31 décembre 1954 en réponse aux attaques de V-2 allemandes pendant la Seconde Guerre mondiale. Le programme était de déterminer les besoins en missiles des forces de terrain de l'armée. Un partenariat de recherche et développement entre l'Ordnance Corps et General Electric a débuté le 20 novembre 1944 et a abouti au « développement de missiles à longue portée pouvant être utilisés à la fois contre des cibles au sol et des avions à haute altitude ».
Les études du programme Hermes ont abouti à la naissance du missile Redstone.

## Histoire
Hermes était le deuxième programme de missiles de l'armée américaine. En mai 1944, l'armée a passé un contrat avec les laboratoires aéronautiques Guggenheim de l'Institut de technologie de Californie pour lancer le projet ORDCIT visant à rechercher, tester et développer des missiles guidés. Le programme Hermes devait à l'origine comporter trois phases : la première serait une recherche documentaire, la deuxième un groupe de recherche serait envoyé en Europe pour étudier les missiles allemands, et la troisième « concevrait et développerait ses propres systèmes expérimentaux ».
« Basically, this project covered every phase of missile technology with the exception of large-scale development and production of warheads and fuzes. However,... these many areas may be grouped within three general categories, namely, the A1 and A2 missiles, the A3 missiles, and all other Hermes missiles and supporting research. »
— John W. Bullard

« Fondamentalement, ce projet couvrait toutes les phases de la technologie des missiles, à l'exception du développement et de la production à grande échelle des ogives et des fusées. Cependant,... ces nombreux domaines peuvent être regroupés en trois catégories générales, à savoir les missiles A1 et A2, les missiles A3, et tous les autres missiles Hermes et les recherches connexes. »
— John W. Bullard
Le 20 novembre 1944, l'Ordnance Corps signe un contrat avec General Electric, « L'entrepreneur a accepté d'effectuer des enquêtes, des recherches, des expériences, des travaux de conception, de développement et d'ingénierie en rapport avec le développement de missiles à longue portée à utiliser contre des cibles au sol et des avions à haute altitude ». General Electric devait également enquêter sur les statoréacteurs, les moteurs-fusées à propergol solide, les moteurs-fusées à propergol liquide et les moteurs-fusées hybrides.«  Le contrat exigeait également que la General Electric Company développe des équipements de contrôle à distance, des équipements au sol, des dispositifs de contrôle de tir et des dispositifs de guidage ».
En décembre 1944, le programme Hermes est chargé d'étudier la fusée allemande V-2. Les sujets qui devaient être abordés étaient « le transport, la manutention, le déballage, la classification (identification), le reconditionnement et les essais des composants des fusées allemandes ainsi que l'assemblage et les essais de sous-ensembles et de fusées complètes, la fabrication de nouvelles pièces, la modification de pièces existantes, la réalisation d'essais spéciaux, la construction d'équipements d'essai temporaires non disponibles au terrain d'essai, l'approvisionnement et la manipulation des ergols et la supervision du lancement des fusées ».
Le mandat du projet a créé un besoin pour une vaste zone où les missiles pourraient être testés en toute sécurité. L'armée a décidé de créer le White Sands Proving Grounds dans le centre-sud du Nouveau-Mexique comme lieu de test des nouveaux missiles.
Lorsque l'armée américaine a capturé les ingénieurs de Peenemünde, dont Werner von Braun, le Dr Richard W. Porter du projet Hermes était juste derrière. À la suite de la capture par les forces américaines de l'usine Mittelwerk produisant des V-2, la mission spéciale V-2 a balayé et ramassé suffisamment de composants pour assembler 100 de ces missiles. Les composants ont été rapidement transportés au Nouveau-Mexique. Trois cents wagons de pièces V-2 et de documentation sont arrivés au White Sands Proving Grounds et le personnel de General Electric a commencé la tâche d'inventorier les composants. Pendant les cinq années suivantes, la révision et la fabrication de pièces, l'assemblage, la modification et le lancement de fusées V-2 constitueraient la majeure partie du projet Hermes. De nombreux composants du V-2 étaient en mauvais état ou inutilisables.

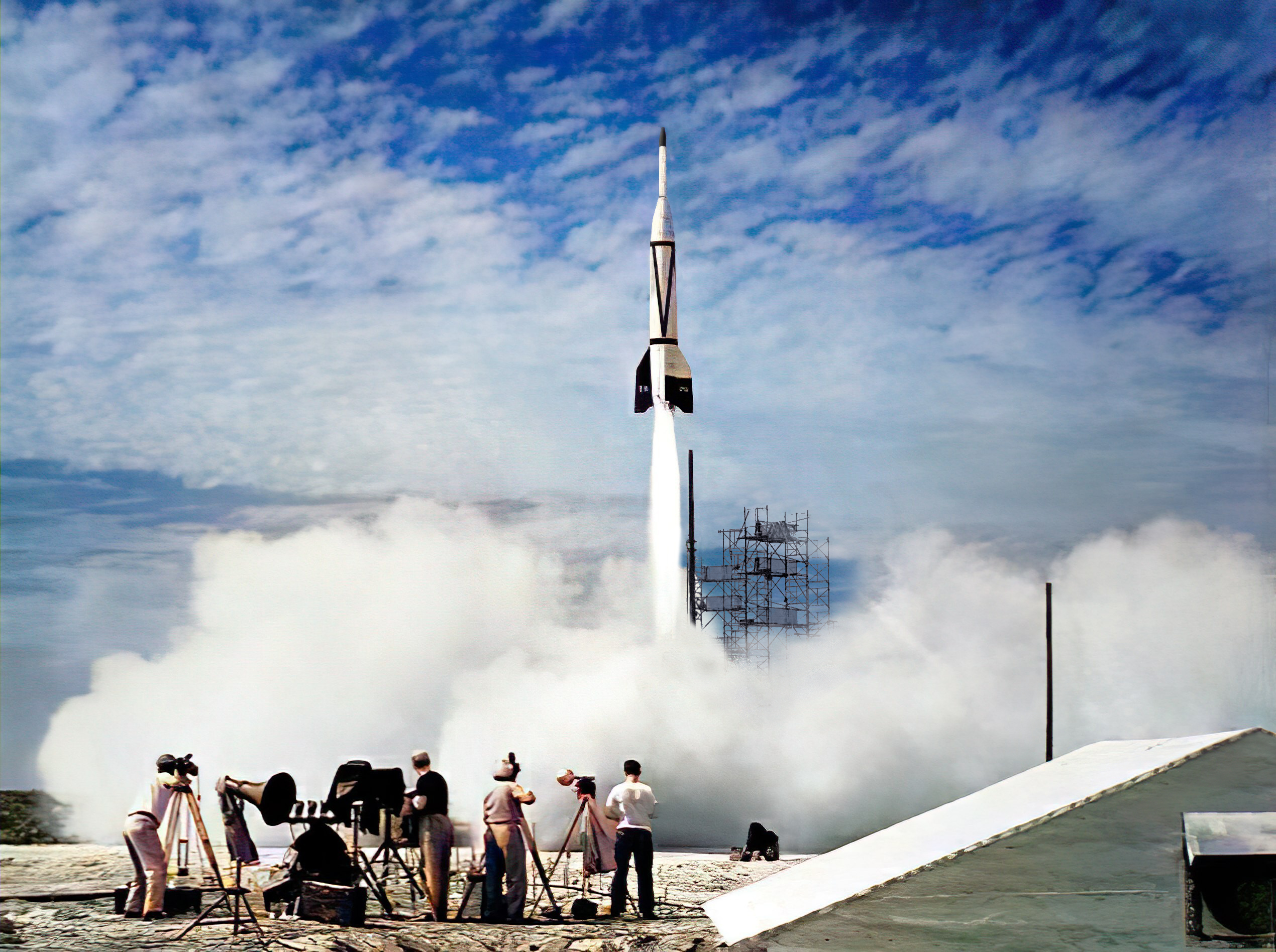
Fusée-sonde Bumper.

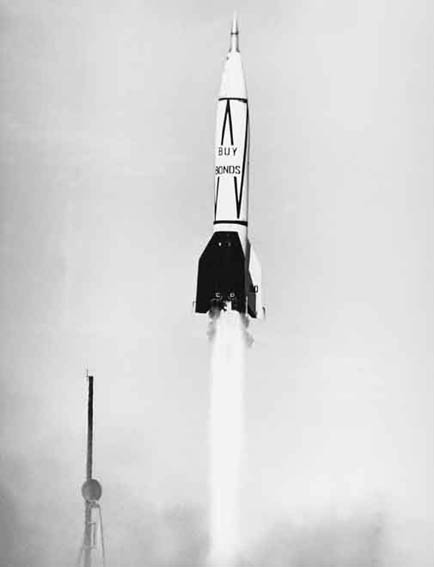
V-2 américain avec le logo « Buy Bonds ».

Après que les pièces et la technologie allemandes du V-2 aient été importées aux États-Unis, l'armée américaine a formé le groupe de recherche sur la haute atmosphère au début de 1946 pour superviser les expériences à la fois sur leur technologie et leur utilisation pour la recherche sur la haute atmosphère. Un tiers des membres du panel étaient des scientifiques de General Electric. Le projet Hermes a été élargi pour inclure les tests des fusées-sondes V-2. Les employés de General Electric, avec l'aide de spécialistes allemands, ont assemblé des V-2 à White Sands Proving Grounds au Nouveau-Mexique où l'armée a construit un blockhaus et un complexe de lancement 33, maintenant un monument historique national,. Le premier lancement de V-2 a eu lieu le 16 avril 1946 mais n'a atteint qu'une altitude de 3,4 milles (5,47 km). L'altitude maximale atteinte par un missile Hermes V-2 était de 114 milles (183,47 km) atteint par le V-2 no 17 le 17 décembre 1946. Il y avait 58 V-2 standard, 6 Bumper V-2 avec un deuxième étage WAC Corporal, et 4 V-2 radicalement modifiés lancés sous le nom d'Hermes II (Hermes B). Le dernier vol Hermes a été effectué par le V-2 no 60 le 29 octobre 1951, transportant une charge utile du Signal Corps Electronic Laboratory. La plupart des photos de V-2 américains montrent les marques blanches et noires communes. Les deux premiers volés ont été peints en jaune et noir. D'autres avaient des combinaisons de blanc, noir, argent et rouge. Les deux derniers tirés étaient noir, blanc et rouge avec un grand logo « Buy Bonds » (V-2 # 52) et blanc, noir et argent avec le même logo mais en petit.
Le programme Hermes avait atteint ses objectifs. Premièrement, il avait acquis de l'expérience dans la manipulation et le tir de gros missiles et formé le personnel de l'armée à les lancer (les 4 derniers vols V-2 américains ne faisaient pas partie du programme Hermes, ils étaient des « vols d'entraînement » lancés par l'armée). Deuxièmement, Hermes avait fourni des véhicules pour des expériences qui ont aidé à la conception de futurs missiles. Troisièmement, Hermes avait testé des composants pour de futurs missiles. Quatrièmement, Hermes avait obtenu des données balistiques sur des trajectoires à haute altitude et développé divers moyens de suivre ces trajectoires. Cinquièmement, le programme V-2 avait fourni des véhicules pour la haute atmosphère et la recherche biologique. De plus, de nombreux composants ont dû être fabriqués en raison de pénuries et d'un état détérioré. Le plus remarquable était le système de guidage inertiel et l'ordinateur de mixage. Après la fin des vols V-2 par Hermes, il y a eu 5 vols finaux de V-2 depuis White Sands. Il s'agissait de vols d'entraînement lancés par le détachement 2 du 1er bataillon de soutien aux missiles guidés. Entre le 22 août 1951 et le 19 septembre 1952, le 74e et dernier vol d'un V-2 depuis White Sands a été lancé.

### Hermes II

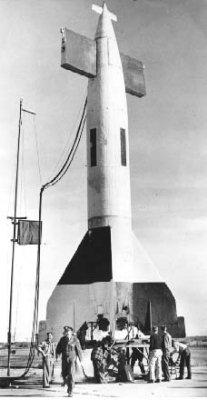
Le Hermes II.

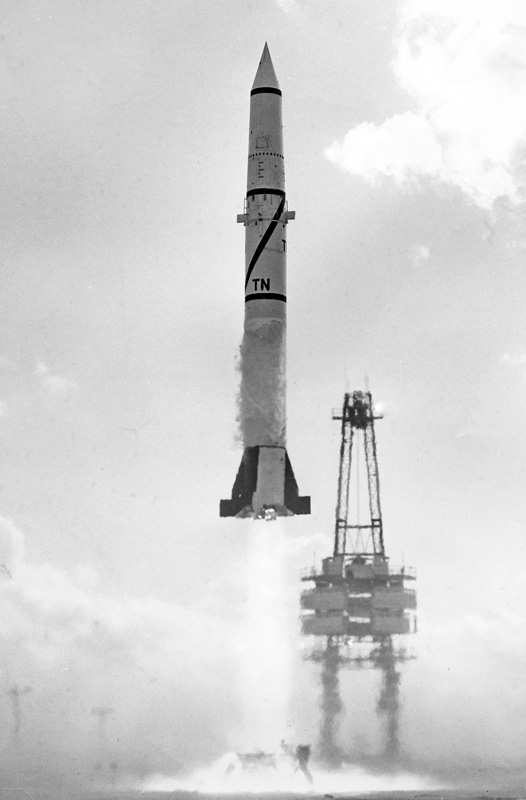
Le missile Redstone CC-43.

Les objectifs initiaux du projet Hermes comprenaient Hermes B, un missile de croisière propulsé par un statoréacteur. Hermes B a rapidement été divisé en un véhicule d'essai Hermes B-1 et un missile opérationnel Hermes B-2. Hermes B-1 a rapidement évolué en Hermes II. En juin 1946, le contrat de General Electric a été modifié pour inclure un missile à deux étages qui utilisait un V-2 comme premier étage, avec un missile de croisière supersonique propulsé par statoréacteur comme deuxième étage. Le statoréacteur a été affecté à l'équipe von Braun dont moins de 40 ont été employés dans le programme de lancement V-2. La conception du statoréacteur a commencé le 10 décembre 1945. L'équipe de von Braun a surnommé le statoréacteur la « Comet » (comète en anglais). Bien que les ingénieurs de Peenemüunde n'aient aucune expérience avec les statoréacteurs et que certains membres soient dispersés à travers le pays, les travaux progressent. Le 11 janvier 1946, von Braun présenta sa conception de missile de croisière au général de division Barnes et le programme était en cours. Hermes II (alias RTV-G-3 & RV-A-3) était une tentative de produire un missile de croisière propulsé par statoréacteur à grande vitesse. Un V-2 boosterait le missile de croisière appelé « Comet  » ou « Ram » à mach 3,3 à 66 000 pieds (20 116,8 m) où les statoréacteurs sont activés. L'Hermès II était une conception inhabituelle. Il avait deux « ailes » rectangulaires qui faisaient office de statoréacteurs. Il a été décrit comme un « statoréacteur bidimensionnel à ailes fendues ». L'Hermes II, avec ses grandes ailes rectangulaires, nécessitait des ailerons de queue élargis. Les données aérodynamiques étaient encore rares et indiquaient que l'Hermes II était instable à la plupart des vitesses, ce qui nécessitait davantage de développement du système de guidage. Une autre préoccupation était le carburant prévu, le disulfure de carbone, qui était facile à enflammer, mais avait une faible impulsion spécifique. Au plus fort de l'emploi, le programme Hermes II employait 125 Allemands, 30 officiers de l'armée, 400 enrôlés, 75 à 100 employés de la fonction publique et 175 employés de GE.
Un V-2 était modifié pour transporter un dispositif d'essai appelé « Organ », une série de diffuseurs d'essai (prises d'air de statoréacteur) qui devait permettre de mesurer les pressions. Le premier missile d'essai Hermes II (missile 0) a été lancé le 29 mai 1947 et a atterri au Mexique, provoquant un incident international. Le WSPG V-2 #44 transportait un diffuseur de statoréacteur d'essai. Le vol réussi a permis d'obtenir des données de Mach 3,6 et a rendu GE confiant quant à la possibilité de procéder à un essai en deux étapes. Les progrès ont été lents, ce qui a frustré Von Braun. L'Hermès II suivant (missile 1), le premier à être équipé des ailes contenant les statoréacteurs, a été lancé par GE le 13 janvier 1949 et s'est brisé peu après le décollage en raison de vibrations imprévues. Il y a eu deux autres vols d'Hermès : le missile 2, le 6 octobre 1949, qui a subi le sort du missile 1. Le missile 2-A le 9 novembre 1950. Le missile 2-A ne s'est pas brisé, mais le statoréacteur n'a jamais démarré. Lorsque l'équipe de Von Braun a été transférée à Redstone Arsenal à Huntsville, Alabama, sa mission principale était toujours un missile de croisière à statoréacteur de Mach 3,3. En mai 1950, Hermes II a été réduit au statut de recherche uniquement. À ce moment-là, l'Ordnance Corps a transféré l'Hermes B de Mach 4 des terrains de General Electric à Huntsville,. En septembre 1950, l'étude de l'Hermes C-1 de General Electric a été transférée à Huntsville, où elle est devenue le très réussi missile balistique à courte portée PGM-11 Redstone. Le missile de croisière statoréacteur Hermes s'est évanoui dans l'histoire obscure lorsqu'il a pris fin en 1953.

### Hermes B
Hermes B était une étude de conception de missile de croisière à statoréacteur Mach 4 entreprise par General Electric. Il a ensuite été transféré à l'équipe von Braun à l'Arsenal de Redstone. Hermes B a également été désigné SSM-G-9 et SSM-A-9.

### Hermes A-1

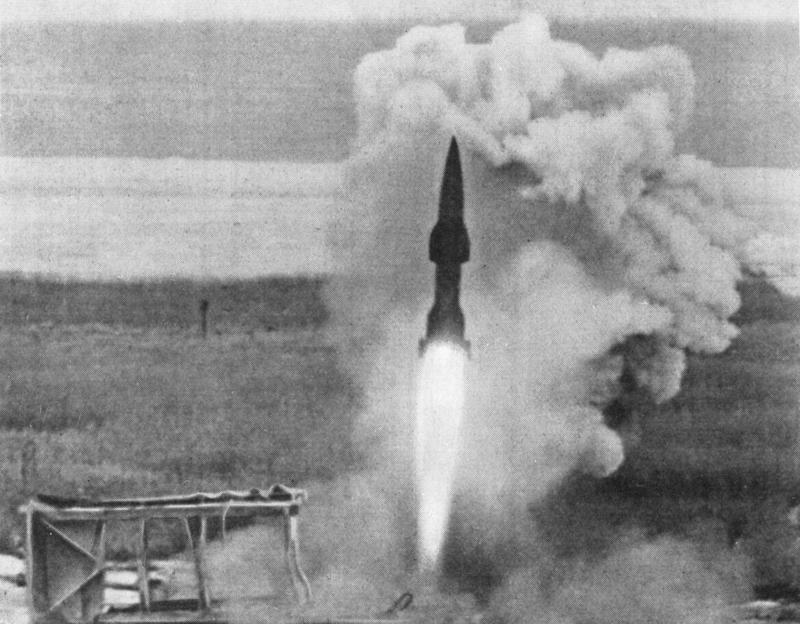
Lancement d'un missile Wasserfall.

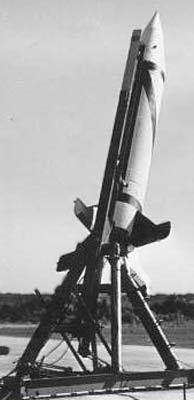
L'Hermes A-2.

Le développement de la fusée Hermes A-1 (CTV-G-5/RV-A-5) de 25 pieds (7,62 m) a été lancé par General Electric en 1946. Construite principalement en acier, il s'agissait d'une version américaine du missile anti-aérien allemand Wasserfall ; ce dernier était environ deux fois plus petit que la fusée allemande V-2. La forme aérodynamique du Wasserfall a été adoptée plus tard pour le NATIV nord-américain. L'Hermès A-1 présentait une différence majeure par rapport au Wasserfall. Le moteur P IX alimenté par de l'acide nitrique et de l'éther de vinyle et d'isobutyle de Peenemünde a été remplacé par un moteur General Electric alimenté par de l'oxygène liquide et de l'alcool,, d'une poussée de 6123 kg (13 500 livres). À partir de 1947, le moteur de l'A-1 a été testé à la Malta Test Station de General Electric à New York. Le moteur General Electric possédait un nouvel injecteur de carburant qui a eu une grande influence sur le développement futur des moteurs aux États-Unis. Des problèmes d'instabilité de la combustion ont retardé le développement du moteur.
Les composants de l'Hermès A-1, tels que le guidage et la télémétrie, ont été testés sur plusieurs vols de V-2 à White Sands Proving Grounds en 1947 et 1948. Les plans de développement de l'Hermès A-1 en tant que missile sol-air opérationnel ont été abandonnés en faveur du Nike, plus adapté. Le lendemain, l'Hermès A-1 effectuait son premier vol. Le lancement a échoué lorsque la poussée a été perdue peu après le décollage. Le deuxième vol a échoué après 41 secondes lorsque les couvercles des servomoteurs hydrauliques ont été brûlés par l'échappement du moteur. Aucun des trois vols suivants de l'Hermès A-1 n'a été un succès total, mais « ils ont démontré la capacité fonctionnelle du système de missiles ». Ces trois derniers lancements ont atteint des aptitudes de 14 milles (22,53 km).
La disparition de l'Hermes A-1 n'a pas mis fin à deux autres études de conception. Les travaux sur les Hermes A-1E-1 et Hermes A-1E-2 se sont poursuivis. Il s'agissait de modèles de missiles tactiques de 25 pieds (7,62 m) et 29 pieds (8,84 m) de long, respectivement.Tous deux devaient être équipés d'ogives de 660 kg. Le missile Corporal concurrent (XSSM-G-7/XSSN-A-7) s'est révélé plus performant et le Hermes A-1E-2 a été annulé en avril 1952 et a été suivi par le A-1E-1 en octobre de la même année.

### Hermes A-2

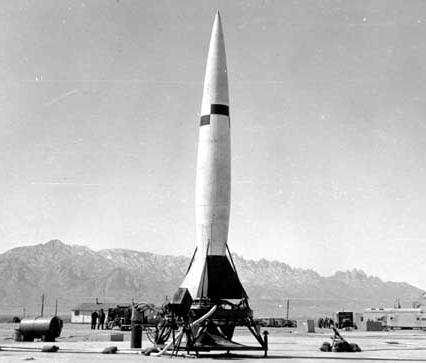
L'Hermes A-3A.

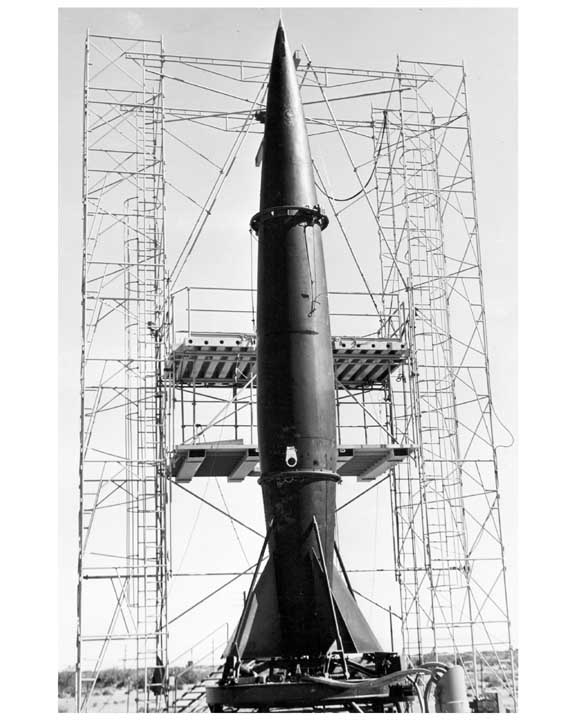
L'Hermes C-1.

L'Hermes A-2 original devait être un A-1 sans aile, mais ce missile a été abandonné pour être suivi par une autre fusée appelée A-2 (RV-A-10). La RV-A-10 était un véhicule d'essai à propergol solide de courte portée, avec des plans pour développer un missile tactique (SSM-A-13), qui ont été rapidement abandonnés.

### Hermes A-3
L'Hermès A-3A (SSM-G-8, RV-A-8), légèrement plus grand, a suivi. L'avancement de l'Hermès A-3 jusqu'à ce qu'il soit divisé en un véhicule d'essai A-3A (RV-A-8) et l'A-3B (SSM-A-16) qui devait être un missile opérationnel avec une tête nucléaire W-5. Au total, sept RV-A-8 ont été lancés et cinq d'entre eux ont été des échecs partiels ou totaux.
L'A-3B (SS-A-16) était légèrement plus grand que le RV-A-8 et le dernier véhicule produit et testé du programme de missiles Hermes,. Il a été conçu comme un missile tactique surface-surface transportant une ogive de 450 kg avec une portée de 240 km, mais n'a jamais atteint cette portée en pratique. Il avait une poussée de 22 600 livres-force (101 000 N). En 1954, six A-3B ont été lancés à White Sands, dont cinq avec succès. L'un des développements du programme Hermes A-3 était le premier système de guidage inertiel testé sur un missile balistique,. Aucun des missiles Hermes n'est devenu opérationnel, mais ils ont permis d'acquérir de l'expérience dans la conception, la construction et la manipulation de missiles et de moteurs-fusées de grande taille. Le programme Hermes a été annulé en 1954.
Certains missiles Hermes n'ont jamais volé. Le travail sur un missile de croisière à statoréacteur s'est poursuivi après la fin du programme RTV-3. Il s'agissait d'un programme ambitieux destiné à produire un missile de croisière, le Hermes II le RV-A-6 (Hermes B-1 ?), capable de voler à mach 4.5 à 2 000 milles par heure (3 218,69 km/h) à 80 000 pieds (24 384 m). Il y avait un SS-G-9, Hermes B-2 qui n'a jamais été construit.
Le programme Hermes C était composé d'une série d'études, dont l'une était l'Hermes C-1, qui a conduit directement au SM-A-14 (GM-11) Redstone.

### Ouvrages
- James W. Bragg, « Development of the Corporal: The Embryo of the Army Missile Program », Army Ballistic Missile Agency, Redstone Arsenal, Huntsville, Alabama, vol. 1,‎ 30 avril 1961 (lire en ligne [archive du 20 octobre 2020], consulté le 3 mars 2016)
- John W. Bullard, « History of the Redstone Missile System », Army Missile Command, Redstone Arsenal, Huntsville, Alabama,‎ 15 octobre 1965 (lire en ligne [archive du 9 mars 2021])
- Lloyd H. Cornett, History of Rocketry and Astronautics AAS History Series, Volume 15, San Diego, California, American Astronautical Society, 1993 (ISBN 0-87703-377-3)
- (en) Norris Gray, interview par Roger Launius; Lori Walters et Stanley Starr, Mr. Norris Gray's Oral History (pdf), NASA, 25 septembre 2000
- Chuck Hansen, The Swords of Armageddon, vol. VII, Sunnyvale, California, Chucklea Publications, 1995
- Gregory P. Kennedy, The Rockets and Missiles of White Sands Proving Ground, Atglen, Pennsylvania, Schiffer Publishing, Ltd., 2009 (ISBN 978-0-7643-3251-7)
- Marshall Wiliam McMurran, Achieving Accuracy: A Legacy of Computers and Missiles, Xlibris Corp., 2008 (ISBN 978-1-4363-8106-2, OCLC 302388811)
- Michael J. Neufeld, Von Braun: Dreamer of Space, Engineer of War, New York, Vintage Books, 2007 (ISBN 978-0-307-38937-4, OCLC 269804626)
- Frederick, III Ordway et Mitchell Sharp, The Rocket Team, New York, Thomas Y. Crowell, 1979 (ISBN 0-690-01656-5, OCLC 4496540)
- Andreas Parsch, « SSM-A-16 », Directory of U.S. Military Rockets and Missiles, 2003 (consulté le 3 mars 2016)
- Rowland F. Pocock, German Guided Missiles of the Second World War, New York, Arco Publishing Company, Inc., 1967
- George P. Sutton, History of Liquid Propellant Rocket Engines, Reston, Virginia, American Institute of Aeronautics and Astronautics, 2006 (ISBN 1-56347-649-5, OCLC 63680957)
- L. D. White, Final Report, Project Hermes V-2 Missile Program, Schnectady, New York, Guided Missile Department, Aeronautic and Ordnance Systems Division, Defense Products Group, General Electric, 1952 (lire en ligne)
- M. J. Zucro, Report on Survey of the National Ramjet Program, Panel on Propulsion and Fuels Committee on Guided Missile Research and Development Board, 17 mars 1950 (lire en ligne)